# فتيل إنسي
الفَتيلُ الإِنْسِيّ (بالإنجليزية: Medial lemniscus)‏ يعرف أيضاً بشريط ريل "Reil's ribbon"، وهو حزمة صاعدة من المحاور العصبية المغلفة بالميالين بكثافة، والتي تتقاطع في جذع الدماغ خاصة في النخاع المستطيل.
يشكل الفتيل الإنسي جزءاً من مسار العمود الخلفي-الفتيل الإنسي الذي يصعد من الجلد للمهاد. والذي يلعب دورا هاما في الإحساس الجسدي من الجلد والمفاصل.

## التسمية
فتيل (lemniscus) تعني «رباط أو شريط» وسمي الفتيل الإنسي بذلك الاسم لأنه يتلولب أو يلتف أثناء صعوده لأعلى.

## المسار
تتشابك العصبونات الحاملة لمعلومات اللمس والمستقبلة للحس العميق عند النواتين الناحلة "gracile" والإسفينية "cuneate"، ألياف العصبونات الثانوية تتقاطع عند مستوى النخاع المستطيل
يحمل الفتيل الإنسي محاور عصبية من معظم أنحاء الجسم ويتشابك في النواة البطنانية الخلفية الوحشية للمهاد، عند مستوى الأجسام الحلمية"mamillary bodies". المحاور الحسية الناقلة للمعلومات من الرأس والرقبة عن طريق العصب الخامس تتشابك عند النواة الإنسية الخلفية البطنانية للمهاد.

## صور إضافية

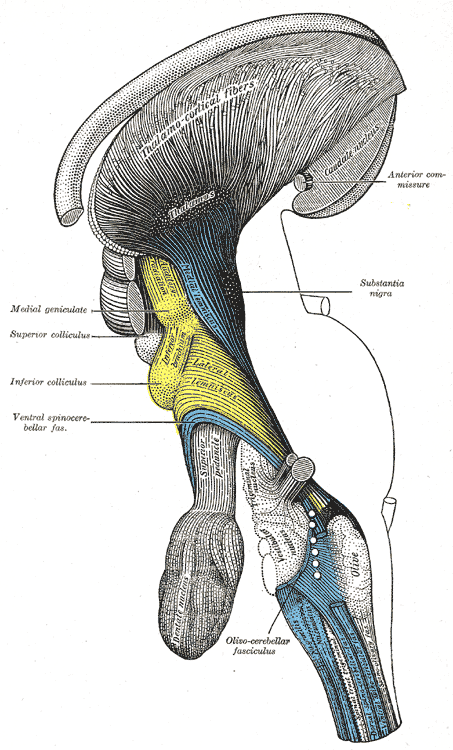
تشريح عميق لجذع الدماغ. منظر جانبي.
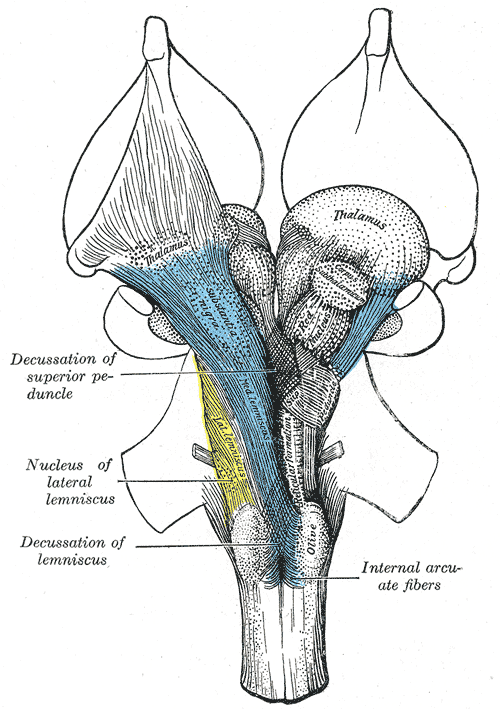
تشريح عميق لجذع الدماغ. منظر بطناني.
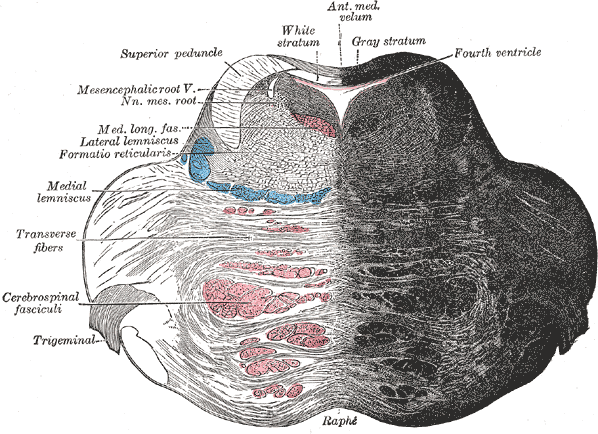
مقطع تاجي في الجزء العلوي من الجسر.
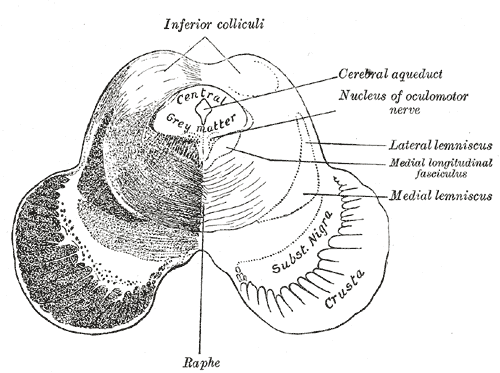
مقطع مستعرض في الدماغ المتوسط عند مستوى الأكيمات السفلية.
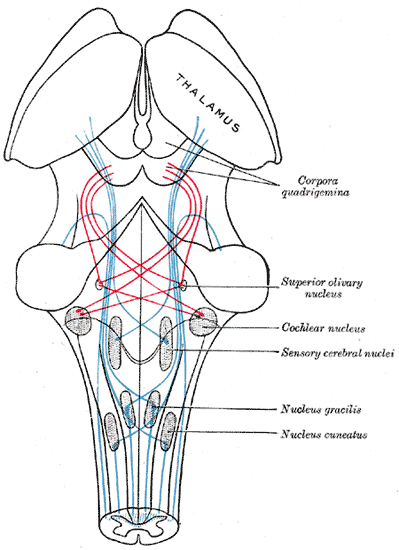
مخطط يوضح مسار الألياف في الفتيل، الفتيل الإنسي باللون الأزرق، والجانبي باللون الأحمر.
مقطع أفقي في الجزء السفلي من الجسر، الفتيل الإنسي مشار إليه بالرقم #17

## وصلات خارجية
- صور لشريحة دماغية مصبوغة تُشمل "medial lemniscus" على مشروع برين مابز [الإنجليزية]‏